# Câu lạc bộ bóng chuyền nam Ninh Bình
Câu lạc bộ bóng chuyền nam Ninh Bình (tên gắn với nhà tài trợ hiện tại là LP Bank Ninh Bình) hiện là câu lạc bộ bóng chuyền nam có thành tích tốt nhất Việt Nam với 5 lần đăng quang ngôi vô địch năm và 4 lần vô địch giai đoạn 1. Ninh Bình cũng là đội nam duy nhất lập kỷ lục có mặt trong Top 3 đội mạnh nhất 6 năm liên tiếp (kể từ mùa giải năm 2017 đến 2022). Đây cũng là đội bóng nắm giữ kỷ lục vô địch cúp Hùng Vương và cúp Hoa Lư nhiều lần nhất. Cùng với đội bóng chuyền nữ Ninh Bình, đội bóng chuyền nam Ninh Bình cũng đóng trụ sở ở thành phố Hoa Lư và luyện tập tại Nhà thi đấu Ninh Bình.

## Lịch sử hình thành
Năm 2003, để phục vụ một số nội dung thi đấu của Seagame 22, Nhà thi đấu Ninh Bình được hoàn thành. Đây là công trình thể thao giải trí cấp 1 và là một trong những nhà thi đấu hiện đại nhất Việt Nam. Từ việc xuất hiện nhà thi đấu, tỉnh Ninh Bình thành lập đội bóng chuyền để thi đấu giải A1 trong nước.
Trước năm 2023, đội bóng chuyền nam của Ninh Bình được mang tên Tràng An Ninh Bình, tên của nền văn hóa Tràng An - 1 nền văn hóa tiền sử với các di vật tìm thấy tại Quần thể danh thắng Tràng An đã được UNESCO công nhận là di sản văn hóa thiên nhiên thế giới. Từ mùa giải 2023, đội Nam Ninh Bình có nhà tài trợ mới là Ngân hàng Thương mại Cổ phần Bưu điện Liên Việt, chính thức đổi tên thành LP Bank Ninh Bình.
Mùa giải 2004, câu lạc bộ bóng chuyền Tràng An Ninh Bình vô địch giải hạng A và chính thức thăng hạng tham gia Giải bóng chuyền vô địch quốc gia Việt Nam năm 2005. Kể từ đó đội bóng chuyền nam Ninh Bình luôn ghi tên mình vào danh sách những đội giàu thành tích nhất của bóng chuyền Việt Nam khi vô địch cúp Hùng Vương tới 5 lần vào các năm 2009, 2010, 2012, 2013, 2018 và lọt vào Top 4 đội mạnh nhất ở giải VĐQG các mùa giải 2005, 2006, 2007, 2009, 2010, 2012, 2013, 2017, 2018, 2019, 2020, 2021, 2022, 2024.
Tính đến năm 2024, qua 21 mùa Giải vô địch bóng chuyền quốc gia Việt Nam, Tràng An Ninh Bình lọt vào Top 4 đội mạnh nhất lên tới 14 lần, 6 lần vào chung kết với 5 lần vô địch, trở thành đội bóng chuyền nam giàu thành tích nhất Việt Nam.
Ninh Bình cũng là đội bóng đóng góp nhiều cho đội tuyển bóng chuyền quốc gia Việt Nam. Đỉnh cao là năm 2022, có HLV Nguyễn Đình Lập và 6 vận động viên Ninh Bình được lên tuyển là Giang Văn Đức, Lâm Văn Sanh, Trịnh Duy Phúc, Nguyễn Văn Quốc Duy, Quản Trọng Nghĩa và Cù Văn Hoàn.

## Thành tích
LP Bank Ninh Bình đang là 1 trong những câu lạc bộ nhiều thành tích nhất của các đội bóng chuyền hạng mạnh Việt Nam.

### Giải vô địch quốc gia
LP Bank Ninh Bình hiện là đội Nam có thành tích tốt nhất Giải bóng chuyền vô địch quốc gia Việt Nam kể từ khi lên chuyên nghiệp:
- Vô địch các mùa giải: 2006, 2010, 2012, 2021, 2022
- Á quân các mùa giải: 2009
- Hạng 3 các mùa giải: 2007; 2017, 2018, 2019, 2020

### Cúp Hùng Vương
LP Bank Ninh Bình đang là đội bóng chuyền nam sở hữu nhiều lần vô địch Giải bóng chuyền cúp Hùng Vương nhất với 5 lần đăng quang:
- Vô địch các mùa giải: 2009, 2010, 2012, 2013, 2018
- Á quân các mùa giải 2006, 2019, 2021
- Hạng 3 các mùa giải: 2005; 2007

### Cúp Hoa Lư
LP Bank Ninh Bình liên tục thống trị ở Giải bóng chuyền cúp Hoa Lư với 10 lần vô địch, 8 lần á quân và chỉ 1 lần hạng 3:
- Vô địch các mùa giải: 2010, 2012, 2013, 2015, 2018, 2019, 2020, 2021, 2022, 2023
- Á quân các mùa giải: 2008, 2009, 2011, 2014, 2016, 2017, 2024, 2025
- Hạng 3 các mùa giải: 2004

### Đại hội thể dục thể thao
- Á quân các mùa giải: 2018.[2]

### Giải vô địch bóng chuyền trẻ toàn quốc
Giải bóng chuyền trẻ toàn quốc là giải bóng chuyền dành cho các vận động viên trẻ của các đơn vị bóng chuyền nam và nữ trên toàn quốc. Thể thức thi đấu tương tự như giải vô địch quốc gia. Trong 12 mùa giải gần đây, Ninh Bình đạt thành tích 4 lần lọt vào trận chung kết.
- Vô địch các mùa giải: 2020
- Á quân các mùa giải: 2008, 2012, 2013
- Hạng 3 các mùa giải: 2014

### Giải bóng chuyền trẻ các câu lạc bộ
Giải bóng chuyền trẻ các CLB là giải bóng chuyền dành cho các vận viên trẻ của các câu lạc bộ bóng chuyền đang thi đấu tại giải vô địch quốc gia, bắt buộc các CLB này phải tham gia. Thể thức thi đấu tương tự như giải vô địch quốc gia. Trong từ năm 2010 đến nay, Ninh Bình từng 5 lần lọt vào trận chung kết nhưng chưa vô địch lần nào.
- Vô địch các mùa giải: chưa có
- Á quân các mùa giải: 2010, 2013, 2019, 2020, 2024
- Hạng 3 các mùa giải: 2011

### Các giải khác
- Vô địch giải bóng chuyền nam Cup Tứ Hùng thành phố Hồ Chí Minh 2017.[3]
- Á quân Giải bóng chuyền Cup PV - Đạm Cà Mau 2018.[4]
- Hạng 3 giải bóng chuyền nam Cup Tứ Hùng thành phố Hồ Chí Minh 2015.[5]
- Hạng 3 Giải bóng chuyền Cúp Quân đội mở rộng năm 2018.[6]
- Nhất bảng A và Á quân giải bóng chuyền Sinh viên thế giới 2023 tại Hàn Quốc.[7][8]

## Cập nhật kết quả giải VĐQG 2025
| Ngày       | Giải                                            | Nhà Thi đấu           | Tỉnh      | Vòng            | Đối thủ                 | Kết quả   |
| ---------- | ----------------------------------------------- | --------------------- | --------- | --------------- | ----------------------- | --------- |
| 22/3/2025  | Giải bóng chuyền vô địch quốc gia Việt Nam 2025 | Nhà thi đấu Đông Anh  | Hà Nội    | Vòng tròn 8 đội | Công an TP. Hồ Chí Minh | 0–3 thua  |
| 25/3/2025  | Giải bóng chuyền vô địch quốc gia Việt Nam 2025 | Nhà thi đấu Đông Anh  | Hà Nội    | Vòng tròn 8 đội | Thể Công Tân Cảng       | 1–3 thua  |
| 26/3/2025  | Giải bóng chuyền vô địch quốc gia Việt Nam 2025 | Nhà thi đấu Đông Anh  | Hà Nội    | Vòng tròn 8 đội | Hà Nội                  | 3–0 thắng |
| 28/3/2025  | Giải bóng chuyền vô địch quốc gia Việt Nam 2025 | Nhà thi đấu Đông Anh  | Hà Nội    | Vòng tròn 8 đội | Sanest Khánh Hòa        | 0–3 thua  |
| 31/3/2025  | Giải bóng chuyền vô địch quốc gia Việt Nam 2025 | Nhà thi đấu Đông Anh  | Hà Nội    | Vòng tròn 8 đội | Đà Nẵng                 | 3–1 thắng |
| 11/10/2025 | Giải bóng chuyền vô địch quốc gia Việt Nam 2025 | Nhà thi đấu Ninh Bình | Ninh Bình | Vòng tròn 8 đội | Biên Phòng MB           |           |
| 13/10/2025 | Giải bóng chuyền vô địch quốc gia Việt Nam 2025 | Nhà thi đấu Ninh Bình | Ninh Bình | Vòng tròn 8 đội | Lavie Long An           |           |

## Danh sách cầu thủ
Ninh Bình LP Bank là đội bóng có nhiều tuyển thủ được gọi vào đội tuyển bóng chuyền quốc gia hàng năm như: Bùi Trung Thảo, Nguyễn Hữu Hà, Giang Văn Đức, Bùi Văn Hải, Nguyễn Đình Lập, Nguyễn Xuân Thành, Nguyễn Hoàng Thương, Lâm Văn Sanh, Quản Trọng Nghĩa, Nguyễn Thanh Tùng, Cù Văn Hoàn, Trịnh Duy Phúc, Nguyễn Văn Quốc Duy, Nguyễn Huỳnh Anh Phi, Nguyễn Thanh Hải.
MÙA GIẢI 2022:
| STT | Họ và tên                | Số áo | Năm sinh | Chiều cao (cm) | Bật đà | Bật chắn | Tuyển QG 2022 | Ghi chú                |
| --- | ------------------------ | ----- | -------- | -------------- | ------ | -------- | ------------- | ---------------------- |
| 1   | Giang Văn Đức (C) (S)    | 3     | 1987     | 185            | 330    | 310      | x             |                        |
| 2   | Nguyễn Huỳnh Anh Phi (S) | 10    | 1995     | 186            | 330    | 320      |               |                        |
| 3   | Nguyễn Thanh Tùng        | 13    | 1993     | 188            | 340    | 330      |               |                        |
| 4   | Lâm Văn Sanh             | 11    | 1993     | 187            | 340    | 325      | x             |                        |
| 5   | Quản Trọng Nghĩa         | 4     | 1997     | 190            | 335    | 320      | x             | Mượn từ BTL CSCĐ (K02) |
| 6   | Nguyễn Văn Quốc Duy      | 5     | 2001     | 188            | 345    | 320      | x             | Mượn từ Trà Vinh       |
| 7   | Vũ Quang Khơi            | 16    | 1995     | 185            | 330    | 310      |               |                        |
| 8   | Vũ Minh Cảnh             | 7     | 1997     | 192            | 335    | 329      |               |                        |
| 9   | Nguyễn Trường Giang      | 6     | 2002     | 190            | 330    | 310      |               |                        |
| 10  | Cù Văn Hoàn              | 20    | 1996     | 200            | 340    | 325      | x             |                        |
| 11  | Hồ Hữu Tiến              | 2     | 1993     | 189            | 335    | 320      |               | Mượn từ Thể Công       |
| 12  | Lê Thanh Giang           | 17    | 1990     | 190            | 330    | 325      |               |                        |
| 13  | Trần Đình Dũng           | 15    | 2001     | 196            | 340    | 330      |               |                        |
| 14  | Trịnh Duy Phúc (L)       | 1     | 1999     | 180            | 310    | 300      | x             |                        |
| 15  | Phạm Văn Huynh (L)       | 12    | 2003     | 175            | 310    | 300      |               |                        |

- HLV trưởng Bùi Trung Thảo, *HLV phó: Nguyễn Đình Lập (HLV phó đội tuyển quốc gia)

MÙA GIẢI 2021:
Giang Văn Đức (đội trưởng), 
Trịnh Duy Phúc (libero),
Quản Trọng Nghĩa, 
Nguyễn Văn Thái, 
Lê Thanh Giang (phụ công),
Nguyễn Trường Giang,
Vũ Quang Khơi (chủ công),
Nguyễn Thanh Tùng (chủ công),
Nguyễn Huỳnh Anh Phi (chuyền hai), 
Phạm Văn Huynh (libero), 
Hồ Hữu Tiến,
Lâm Văn Sanh,
Trương Chí Hiếu,
Cù Văn Hoàn,
Vũ Minh Cảnh.
- HLV trưởng Bùi Trung Thảo, *HLV phó: Nguyễn Đình Lập (HLV phó đội tuyển quốc gia)

MÙA GIẢI 2020:
Giang Văn Đức (đội trưởng), 
Trịnh Duy Phúc (libero),
Quản Trọng Nghĩa, 
Nguyễn Xuân Thành (libero), 
Bùi Văn Hải (chủ công),
Vũ Quang Khơi (chủ công),
Nguyễn Thanh Tùng (chủ công),
Nguyễn Văn Đa, 
Phạm Văn Huynh, 
Hồ Hữu Tiến,
Nguyễn Thanh Phương,
Lâm Văn Sanh,
Lê Văn Dương,
Cù Văn Hoàn
- HLV trưởng Bùi Trung Thảo, *HLV phó: Nguyễn Đình Lập (HLV phó đội tuyển quốc gia)

MÙA GIẢI 2019: Giang Văn Đức (đội trưởng) 
Trịnh Duy Phúc (libero),
Nguyễn Hoàng Thương (phụ công),
Nguyễn Xuân Thành (libero, đội tuyển quốc gia), 
Bùi Văn Hải (chủ công), 
Lâm Văn Sanh,
Vũ Quang Khơi (chủ công),
Nguyễn Thanh Tùng (chủ công, đội tuyển quốc gia),
Phạm Văn Khả, 
Nguyễn Văn Đa, 
Nguyễn Văn Linh,
Quản Trọng Nghĩa, 
Vũ Ngọc Hoàng,
Cù Văn Hoàn,
- HLV Trần Văn Thư, HLV phó Bùi Trung Thảo (HLV phó đội tuyển quốc gia)

MÙA GIẢI 2018:
Giang Văn Đức: đội trưởng. (đội tuyển quốc gia)
Trịnh Duy Phúc (libero),
Nguyễn Hoàng Thương (phụ công),
Nguyễn Xuân Thành (libero, đội tuyển quốc gia)
Bùi Văn Hải (chủ công),
Bùi Văn Hưng,
Vũ Quang Khơi, chủ công.
Nguyễn Thanh Tùng (chủ công, đội tuyển quốc gia),
Phạm Văn Khả, 
Nguyễn Văn Đa, 
Nguyễn Văn Linh,
Nguyễn Văn Trung,
Vũ Ngọc Hoàng,
Cù Văn Hoàn,
- HLV Trần Văn Thư, HLV phó Bùi Trung Thảo (HLV phó đội tuyển quốc gia)

MÙA GIẢI 2017:
Giang Văn Đức (đội trưởng),
Phan Quốc Hội (phụ công),
Bùi Trung Thảo (chủ công, chuyền 1),
Nguyễn Xuân Thành (libero),
Bùi Văn Hải (chủ công),
Vũ Quang Khơi (chủ công),
Nguyễn Thanh Tùng (chủ công),
Lê Xuân Hồng, 
Phan Văn Diện, 
Nguyễn Mạnh Hùng
Vũ Văn Tuyên,
Nguyễn Văn Linh,
Nguyễn Văn Trung,
Nguyễn Anh Đức,
Nguyễn Văn Thúy,
- HLV Trần Văn Thư,

MÙA GIẢI 2015:: Nguyễn Đình Lập, Nguyễn Xuân Thành (Libero), Giang Văn Đức (đội trưởng), Vũ Văn Tuyên, Nguyễn Duy Quang, Vũ Ngọc Hoàng, Nguyễn Thanh Tùng, Phan Quốc Hội, Bùi Văn Hải, Nguyễn Văn Dũng, Nguyễn Văn Trung và Vũ Quang Khơi. 
- HLV Nguyễn Mạnh Hùng, HLV phó Phạm Văn Nam.[11]

MÙA GIẢI 2008:
Nguyễn Hữu Hà (đội trưởng) 
Bùi Trung Thảo (chủ công, chuyền 1),
Nguyễn Xuân Thành (libero),
Bùi Văn Hải: chủ công.
Giang Văn Đức, chuyền hai.
Đinh Hoàng Trai (Sumachai Sriphum).
Nguyễn Văn Thúy,
Nguyễn Đình Lập (phụ công),
Phan Quốc Hội (phụ công),
Vũ Văn Tuyên,
Nguyễn Văn Hạnh (chủ công),
Lương Văn Việt (phụ công)
- HLV Nguyễn Mạnh Hùng